# Huzar (film)
Huzar (fr. Le hussard sur le toit) – francuski film przygodowy z 1995 roku w reżyserii Jean-Paula Rappeneau. Adaptacja powieści Jeana Giono pt. Huzar na dachu.

## Opis fabuły
Rok 1832. Angelo Pardi, młody Piemontczyk i pułkownik huzarów ścigany przez austriackich szpiegów ucieka do Francji. W południowej części tego kraju trwa zaraza, a mieszkańcy obwiniają cudzoziemców o jej roznoszenie. By uniknąć linczu, Angelo chroni się w opuszczonym domu, gdzie jak się okazuje chroni się także młoda arystokratka Pauline de Theus. Angelo szybko zakochuje się w niej. Okazuje się, że kobieta poszukuje męża na objętym zarazą obszarze. Angelo postanawia jej pomóc.

## Główne role
- Olivier Martinez – Angelo Pardi
- Juliette Binoche – Pauline
- Pierre Arditi – Pan Peyrolle
- François Cluzet – Lekarz
- Jean Yanne – Roznosiciel
- Claudio Amendola - Maggionari
- Isabelle Carré - Guwernantka